# Beyla (prefekturhuvudort i Guinea)
Beyla är en prefekturhuvudort i Guinea.   Den ligger i prefekturen Beyla Prefecture och regionen Nzerekore Region, i den sydöstra delen av landet, 600 km öster om huvudstaden Conakry. Beyla ligger 765 meter över havet och antalet invånare är 11 566.
Terrängen runt Beyla är huvudsakligen platt. Beyla ligger uppe på en höjd. Runt Beyla är det glesbefolkat, med 18 invånare per kvadratkilometer. Det finns inga andra samhällen i närheten. I omgivningarna runt Beyla växer huvudsakligen savannskog.